# Archoleptoneta
Archoleptoneta es un género de arañas araneomorfas de la familia Leptonetidae. Se encuentra en Estados Unidos en California. 

## Lista de especies
Según The World Spider Catalog 11.5:
- Archoleptoneta gertschi Ledford & Griswold, 2010
- Archoleptoneta schusteri Gertsch, 1974